# Listă de formații grunge
Aceasta este o listă de formații grunge notabile.

## 0-9
- 7 Year Bitch

## A
- Alice in Chains[1]

## B
- Babes in Toyland[1]
- Blood Circus
- Bundle of Hiss

## C
- Candlebox[1]
- Cat Butt
- Crunt

## D
- Dandelion
- Dickless

## F
- Fecal Matter
- Fluid, The[1]
- Flowerhead
- Foil

## G
- Girl Trouble
- Green River[1]
- Gruntruck
- Gumball[1]

## H
- Hammerbox
- Hater
- Hazel
- Hole[1]

## J
- Jerry Cantrell[1]

## L
- L7[1]
- Late!
- Love Battery

## M
- Mad Season[1]
- Malfunkshun
- Mark Arm[1]
- Marytre[1]
- Melvins[1]
- Mother Love Bone
- Mudhoney[1]
- My Sister's Machine

## N
- Napalm Beach
- Nirvana[1]
- Nymphs

## P
- Paw[1]
- Pearl Jam[1]
- Pond
- Presidents of the United States of America, The[1]

## S
- Screaming Trees[1]
- Seaweed[1]
- Skin Yard
- Solomon Grundy
- Soundgarden[1]
- Stone Temple Pilots[1]
- Sweet Water

## T
- Tad[1]
- Temple of the Dog
- Treepeople
- Tripping Daisy[1]
- Truly

## U
- U-Men

## W
- Willard